# Theo Lehmann (Pfarrer)
Theodor „Theo“ Lehmann (* 29. Mai 1934 in Dresden) ist ein deutscher evangelisch-lutherischer Pfarrer, Jugendevangelist und Buchautor.

## Leben
Lehmann wurde 1934 als drittes Kind des Indienmissionars und späteren Missions- und Religionswissenschaftlers Arno Lehmann in Dresden geboren. Er studierte in Leipzig Theologie, wo ihm besonders Ernst Sommerlath imponierte. Außerdem beeinflussten ihn die Schriften Werner Elerts, Hermann Sasses und ganz besonders Helmut Thielicke wurde sein großes Vorbild. Er promovierte über das Thema Gospel und Negro Spirituals zum Doktor der Theologie. In den Jahren 1964 bis 1976 war er Pfarrer in Karl-Marx-Stadt. Von 1976 bis zu seiner Pensionierung 1998 war er Landesevangelist der Evangelisch-Lutherischen Landeskirche Sachsens.
Aufgrund seiner staatskritischen Haltung, die in seinen Predigten immer wieder deutlich wurde, wurde er durch das Ministerium für Staatssicherheit der DDR jahrzehntelang als feindlich-negative Person im OV „Spinne“ bearbeitet. Zu diesem Zweck wurden unter anderem inoffizielle Mitarbeiter (IM) bis in den engsten Mitarbeiter- und Vertrautenkreis eingeschleust. Zusätzlich wurden auch immer wieder gezielte Verleumdungs- und Hetzkampagnen innerhalb und außerhalb der Landeskirchen gegen ihn vom Geheimdienst durchgeführt, wie Maßnahmepläne dokumentieren.
Bekannt ist er auch durch zahlreiche Lieder und Bücher. So verfasste er Werke über die Geschichte und Theologie der „Negro Spirituals“ und das Leben der Gospelsängerin Mahalia Jackson.
Lehmann, der sich schon frühzeitig für „schwarze“ Musik zu interessieren begann, veröffentlichte 1966 im Berliner Henschel-Verlag Blues & Trouble, das erste in der DDR erschienene Buch über den Blues. Mitte der 1980er Jahre schrieb Lehmann einige Texte für Plattencover für die Amiga-Reihe Blues Collection. Während seiner Zeit als Pfarrer in Karl-Marx-Stadt hielt er Jugendgottesdienste ab, die sich mit dem Blues befassten. Diese speziellen Gottesdienste waren mit den Blues-Messen in Ost-Berlin vergleichbar.
Lehmann sucht im Rahmen seines missionarischen Dienstes die intensive Zusammenarbeit mit anderen Kirchen und Freikirchen. Zu seinen engen Mitarbeitern gehört der evangelisch-freikirchliche Pastor, Evangelist und Liedermacher Jörg Swoboda. Viele seiner evangelistischen Aktionen führt er mit ihm gemeinsam durch. Ein anderer häufiger Begleiter ist der Liedermacher Wolfgang Tost.
2004 orientierte er Christen auf ein nach seiner Ansicht bevorstehendes neues Märtyrertum: „Wir sollten die Atempause benutzen, um uns auf Zeiten vorzubereiten, in denen Christsein nicht mehr geil, sondern gefährlich ist. Was wir brauchen, sind bibelfeste und notfalls auch feuerfeste, KZ-fähige Christen.“ Lehmann unterzeichnete 2012 die Markersbacher Erklärung, laut der „praktizierte Homosexualität mit der Heiligen Schrift nicht vereinbar“ ist.
Auch im Alter ist er noch politisch aktiv, indem er sich zu aktuellen Themen äußert und sich an  Demonstrationen der CEGIDA beteiligt. 2019 hat er sich vom Predigtdienst zurückgezogen und lebt in einem Altenpflegeheim in Radebeul.

## Ehrungen
- Am 26. Mai 2003 wurde ihm von Landtagspräsident Erich Iltgen für seine oppositionelle Haltung in der DDR die Sächsische Verfassungsmedaille verliehen.[6]
- Am 21. Mai 2006 wurde Lehmann durch die Kirchliche Sammlung um Bibel und Bekenntnis in Bayern der Walter-Künneth-Preis verliehen.

## Veröffentlichungen
- Nobody Knows … Negro Spirituals. Koehler & Amelang, Leipzig 1963.
- Blues and trouble. Henschel, Berlin 1966. Neuauflage: Blues and Trouble. Zur Geschichte des Blues. Aussaat, Neukirchen-Vluyn 2001, ISBN 3-7615-5088-X.
- Mahalia Jackson. Gospels sind mein Leben. Union Verlag, Berlin 1974. Lizenzausgabe: Aussaat Verlag, Wuppertal 1981, ISBN 3-7615-4810-9.
- Verrückt vor Liebe. Reden für junge Leute. Aussaat, Neukirchen-Vluyn 1988, ISBN 3-7615-3372-1.
- Ich wollt’, ich wär ein Teppich. Reden für junge Leute. Aussaat, Neukirchen-Vluyn 1989, ISBN 3-7615-3402-7.
- Mord und Totschlag in der Kinderstube. Reden für junge Leute. Aussaat, Neukirchen-Vluyn 1991, ISBN 3-7615-3431-0.
- Knapp daneben ist auch vorbei. Gedanken eines unbequemen Zeitgenossen. Oncken, Wuppertal und Kassel 1991, ISBN 3-7893-3415-4.
- Nimm dein Haar aus der Suppe. Reden für junge Leute. Aussaat, Neukirchen-Vluyn 1991, ISBN 3-7615-3407-8.
- Mut für den heutigen Tag. Johannis, Lahr 1992, ISBN 3-501-05019-4.
- Mensch, wenn du wüsstest. Reden für junge Leute. Aussaat, Neukirchen-Vluyn 1993, ISBN 3-7615-3476-0.
- Verkaufen Sie auch Waschmittel? Aus meinem Fragekasten. Aussaat, Neukirchen-Vluyn 1994, ISBN 3-7615-3496-5.
- Mir fe(h)lt doch nichts. Reden für junge Leute. Aussaat, Neukirchen-Vluyn 1995, ISBN 3-7615-3525-2.
- Doch wir stehn wieder auf. Hänssler, Neuhausen 1997, ISBN 3-7751-2465-9
- Ich glaub, ich träume. Reden vom jungen Josef. Aussaat, Neukirchen-Vluyn 1998, ISBN 3-7615-3590-2.
- Nix wie weg hier. Reden für junge Leute. Aussaat, Neukirchen-Vluyn 2000, ISBN 3-7615-3665-8.
- Karriere ohne Kaviar. Reden für junge Leute. Aussaat, Neukirchen-Vluyn 2002, ISBN 3-7615-3718-2.
- Sechsmal Bethlehem und zurück. Ungewöhnliche Weihnachtsreden. Aussaat, Neukirchen-Vluyn 2003, ISBN 3-7615-3746-8.
- Freiheit wird dann sein. Aus meinem Leben. Aussaat, Neukirchen-Vluyn 2005, ISBN 3-7615-5435-4.
- Theos kleine Kanzel. Logos Editions, Windsbach 2016, ISBN 978-3-945818-03-9.
- Jedes Denkmal fällt – Gottes Wort bleibt! Reden über das Buch Daniel. Christliche Verlagsgesellschaft, Dillenburg 2019, ISBN 978-3-86353-645-9.
- mit Jörg Swoboda: Flügel der Freude statt Kraftlos-Blues. Concepcion Seidel, Muldenhammer 2021, ISBN 978-3-86716-224-1.